# Grotte de l'Esprit
La grotte de l'Esprit est une grotte préhistorique située près de Fallon, dans la région des Lacs du Grand Bassin, dans le Nevada, aux États-Unis. On y a trouvé en 1940 un corps humain partiellement momifié âgé d'environ 10 600 ans.

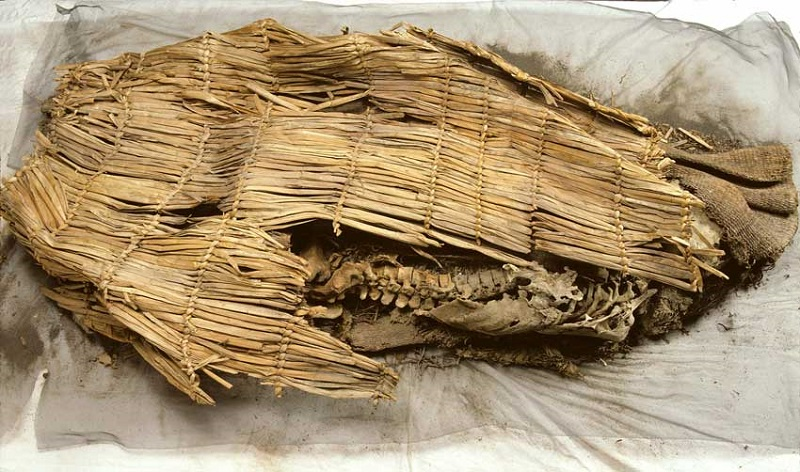
L'homme de la grotte de l'Esprit encore recouvert de sa natte d'origine

## Situation
La grotte de l'Esprit est située 21 km au nord-est de la ville de Fallon, dans le comté de Churchill, dans le piémont des monts Stillwater (en).

## Historique
La grotte de l'Esprit a été découverte en 1940 par deux agents de la Commission des parcs du Nevada, qui cherchaient à recenser les sites archéologiques vulnérables de la région. Ils trouvèrent dans la grotte les restes de deux corps recouverts de nattes de jonc, un homme d'environ 40 ans et une jeune fille d'environ 14 ans. L'homme, déposé un peu plus profondément, était partiellement momifié (la tête et l'épaule droite).
La momie devint possession de l'État du Nevada. Sa propriété a fait l'objet d'intenses querelles entre les archéologues et les tribus Païutes de la région, qui voulaient récupérer le corps.

## Vestiges
Les découvreurs ont collecté dans la grotte 67 artéfacts en plus des deux corps.

## L'homme de la grotte de l'Esprit

### Description
L'homme en partie momifié avait environ 40 ans à sa mort. Il avait encore des cheveux de couleur noire descendant jusqu'aux épaules, l'air particulièrement sec de la région ayant permis une telle conservation.
Il était chaussé de mocassins très travaillés, réalisés avec des morceaux de peaux de trois animaux. Le corps était enveloppé dans un linceul en peau de lapin et recouvert d'une natte de joncs.

### Datation
Les artéfacts collectés en 1940 avaient à l'époque été estimés vieux de seulement 1 500 à 2 000 ans.
En avril 1996, Ervi Taylor procéda à une datation par le carbone 14 de la momie. Il a déterminé l'âge sur la base de 17 échantillons d'os, de cheveux, et de la natte dans laquelle il a été enterré. Les résultats donnèrent un âge calibré de 9 415 ans avant le présent (AP)[citation nécessaire]. Les fonctionnaires de l'État du Nevada en furent stupéfaits.
D'autres analyses furent alors réalisées par Douglas W. Owsley, spécialiste des crânes antiques et conservateur du département d'anthropologie de la Smithsonian Institution. Il data avec précision l'homme de la grotte de l'Esprit de 10 630 ans AP[citation nécessaire].

### Génétique
L'étude du crâne réalisée par les scientifiques de la Smithsonian Institution et de l'université du Tennessee avait initialement conclu à un type supposé europoïde, ce qui a été réfuté par les analyses génétiques ultérieures.
En octobre 2015, le paléogénéticien danois Eske Willerslev (en) a prélevé des échantillons d'os et de dents sur les restes humains. L'analyse de l'ADN indique que l'homme est apparenté aux Amérindiens actuels. L'individu appartient à l'haplogroupe d'ADN-Y Q1b1a1a1-M848 et à l'haplogroupe d'ADNmt D1.